# Holbrook (Oregon)
Holbrook az Amerikai Egyesült Államok északnyugati részén, Oregon állam Multnomah megyéjében, a U.S. Route 30 mentén elhelyezkedő önkormányzat nélküli település.
Névadója Philo Holbrook farmtulajdonos. A posta 1887 és 1933 között működött.

## Fordítás
- Ez a szócikk részben vagy egészben  a   Holbrook, Oregon című angol Wikipédia-szócikk ezen változatának fordításán alapul.  Az eredeti cikk szerkesztőit annak laptörténete sorolja fel. Ez a jelzés csupán a megfogalmazás eredetét és a szerzői jogokat jelzi, nem szolgál a cikkben szereplő információk forrásmegjelöléseként.